# 死噛 〜シビトマギレ〜
『死噛 〜シビトマギレ〜』（シニガミ 〜シビトマギレ〜）は、エクスペリエンスより2022年12月1日に発売されたゲームソフト。
対応プラットフォームはPlayStation 4とNintendo Switch。
『死印』『NG』に続く心霊ホラーシリーズ第3弾であり、第1弾『死印』の正統続編。
シリーズ全体の時間軸としては、第1弾『死印』と第2弾『NG』の間の物語となっている。

## あらすじ
1997年の秋。東京都H市近郊にある、創立70周年を迎える名門校「近衛原学園」では、「シビトが死を宣告する」という奇妙な噂が流れていた。
実際、数週間前には生徒が失踪しており、その生徒が失踪する前日、学園の掲示板には「しんあいなるシビト」からの、死を宣告する手紙が貼られていたという。
しかし、警察の捜査ではそのような手紙は見つかっておらず、生徒は未だに行方不明という状況だった。
そして、そのような状況下で、またも死の宣告が届く。
夏が過ぎた頃。校長の近衛は、事件の調査のために、怪異を“診る”事ができる男「怪医家」と呼ばれる八敷一男/九条正宗を学園へと招く。

## システム
精魂
各キャラクターそれぞれに設定されている。調査中に“何か”に遭遇したり、敵の攻撃を受けたりすることで減少する。
「保健室」で回復することができる。
ステータス
各キャラクターに設定されている数値。「肉体」、「知能」、「器用」、「霊力」などに分けられている。
アイテムを装備したりすることで数値を変動させることができる。
保健室
活動の拠点になる場所。
「休憩」、「バディの交代」、「霊具の取引」、「バディとの会話」などの様々な事ができる。
タッグサルベージ
サイドビューの視点から、2Dマップでキャラクターを操作し、「バディ(相棒)」と共に調査を行う。
「調査ポイント」を調べるとアイテムや情報などを入手することができ、選択したバディによって、入手できるアイテムや情報、捜査することのできる場所などが変化する。
暗い場所では「懐中電灯」を使うことができ、明かりの範囲内の「調査ポイント」を調べることができる。
また、バディや学園の生徒達などと会話をすることもできる。
主観視点の捜査
従来の『死印』や『NG』と同じ様に、主観視点で調査するシステム。
光の範囲内の「調査ポイント」を調べることができる。
サスペンシブアクト
危機的な状況に陥った時に発生する選択肢。
共に行動をしているバディや使用するアイテム、選択した行動によって「実行率」が変化する。
選択肢を選ぶと精魂が減少し、減少量は選択肢によって異なる。
ただ「実行率」の高い選択肢を選べばいいという訳ではなく、状況に応じて、誰にどのような行動させるのか、安全に切り抜けるべきか、一発逆転にかけるべきなのかを自分で判断する事ができる。
また、アイテムを装備したりすることで「実行率」を上げることもできる。
遺魂
調査で拾うことができるもの。
これを集めることで、「保健室」で「霊具の取引」をすることができる。
各章ごとに決まった個数が設置されており、今プレイしている章であといくつ拾うことができるのかを確認することもできる。

## 登場人物

### 元印人
八敷 一男（やしき かずお）/  九条 正宗（くじょう まさむね）
声 - 根塚良
本作の主人公。名前変更可能。シリーズ第一作『死印』の主人公でもある。H市の名家、九条家の現当主。
シビトの事件を解決するために近衛校長によって「近衛原学園」に招かれ、学園の臨時教員を務めることになった。
数ヶ月前にとある心霊事件を解決しており、現在は、怪異を“診る”事ができる人物ということで、一部の間では「怪医家」などという異名でも知られている。
DLCで「死印 青き終焉ver」の衣装に着せ替えることができる。
渡辺 萌（わたなべ もえ）
声 - 高木友梨香
オカルト雑誌「月刊オーパーツ」でアルバイト記者をしている女子高生。少々変わり者だが、いつも明るくマイペース。
アルバイト記者ということもあり、「月刊オーパーツ」の編集部に出入りしたり、インタビューをすることもできるため、「マスカレードの事件」では「雨の赤ずきん」誕生の経緯に関する重要な情報を掴むなど、情報面で八敷たちの大きな助けになることもある。
柏木 愛（かしわぎ あい）
声 - 吉咲みゆ
H市のご当地アイドルグループ「ラブ＆ヒーロー」のメンバー。正義感が強く、曲がったことが大嫌い。
歌だけではなく、ドラマ、司会、ピアノなどの様々な分野で活躍している。
安岡都和子とは、「シルシの事件」の前から知り合いだった。
大門 修治（だいもん しゅうじ）
声 - 根塚良
H市でクリニックを営む医師。体調が悪いため、常に咳き込んでおり、顔色が悪い。
近衛の友人であり、そのつながりで近衛が校長を務める「近衛原学園」で臨時の養護教諭も務めている。
八敷とは、「マスカレードの事件」でも共に調査をしている。
中松 栄大（なかまつ えいた）
声 - 加瀬雅洋
電子掲示板中毒のオタクで、H市のご当地アイドルグループ「ラブ＆ヒーロー」のファン。オカルトマニアでもある。
また、最新の機器に詳しく、八敷からはそちらの面で頼りにされている。
長嶋 翔（ながしま しょう）
声 - 中村良太
ガラの悪い不良高校生。
不良になってしまったのは怪我で野球を断念してしまってからであり、裏では正義感を持っていたり仲間思いな面もある。
広尾 まどか（ひろお まどか）
声 - 石飛恵里花
大手製薬会社に所属する研究員の女。
周りに対してはドライで、オカルトの類などの非科学的なものには過度の拒否反応を起こす。
真下 悟（ました さとる）
声 - 川端快彰
大きな権力が働く事件に首を突っ込んでしまい、不祥事を捏造されて免職された元刑事の男。口が悪く、必要であれば強硬手段で事態を解決しようとする。
免職後に、怪異事件を個人的な理由で独自に捜査(怪異が犯人だとは知らず)をしていたところで八敷と出会った。
現在は探偵に転身しているが、依頼の中には怪異絡みの案件もある為、八敷と調査に向かうこともある。
安岡 都和子（やすおか とわこ）
声 - 加瀬雅洋
全国的にも名の知れている、年齢不詳の有名な占い師。霊能力者でもあり、彼女のもとには政治家などの著名な人物も含め、様々な業界から顧客が訪ねてくる。
最近では、心霊絡みの相談者に九条館や探偵の真下などを紹介するようになっているが、紹介される本人たちは「勘弁してほしい」とのこと。かつては、昔の九条家と知り合いでもあった。
柏木愛とはバラエティ番組で共演しており、「シルシの事件」の前から知り合いだった。

### 近衛原学園
堂領 姫子（どうりょう ひめこ）
声 - 富沢恵莉
近衛原学園の2年生。顔に大きな痣を持っている少女。
性格は大人しく、生徒会長にも選ばれるほど優秀だが、人と話すことは得意ではない。
また、心霊の類の話も苦手で、学園で広まっている噂を聞くのも嫌だという。
絹川みちほとは友人関係。
絹川 みちほ（きぬかわ みちほ）
声 - 高木友梨香
近衛原学園の2年生。白い髪が特徴の少女。
周囲を和ませるムードメーカー的な存在で、生徒会副会長も務めている。
堂領姫子とは友人関係。
近衛 聖造（このえ せいぞう）
声 - 川端快彰
近衛原学園の校長。シビトの事件を解決するため、「怪医家」である八敷を学園へと招いた。
茶目っ気に溢れたおおらかな人物だが、物覚えが悪いのか、八敷に何度も名前を聞き返したりして、彼を呆れさせてしまうこともある。
坂本 律（さかもと りつ）
声 - 高木友梨香
近衛原学園で教務主任を務める女教師。神経質な性格で、学園の秩序を守ることに尽力している。
堀越 ナオミ（ほりこし ナオミ）
声 - 石飛恵里花
近衛原学園の2年生。常に濃いクマのある少女。
学園の臨時教員となった八敷が調査で話しかけた時は、彼に対してそっけない態度を取るが、成績は優秀で運動神経も高い。
容姿も良く、学校に隠れて読者モデルもしているという。
泉 俊彦（いずみ としひこ）
近衛原学園の2年生。吹奏楽部に所属しており、生徒会役員でもある少年。
堂領姫子いわく、八敷達が「華子の噂」の調査を始めた時点で、行方がわからなくなっているという。
阿部 晴明（あべ はるあき）
声 - 古米昂平
近衛原学園の3年生。オッドアイの少年で、左の青い目には霊的な現象を見抜く力があると言っている。
「怪医家」と呼ばれている八敷のことをライバルのような存在に感じている。
自身の名前が「安倍晴明」と酷似しているため、自分の事を彼の生まれ変わりだと思っている。
丸橋 早希（まるはし さき）
声 - 折原日菜
近衛原学園の1年生。自身の憧れの存在であるイトコが暴走族「レッドクレスト」の初代総長であることが影響したのか、ガラの悪い性格をしている少女。
名門校の「近衛原学園」では少し浮いた存在になってしまっている。
角田 新一（かくた しんいち）
声 - 加瀬雅洋
近衛原学園の2年生。高校生離れした逞しい肉体を持った空手家の少年。

### その他
人形少女
声 - 不明
赤いドレスを身に纏った、少女姿の球体関節人形。
詳細は不明。
メリイ
九条館に古くから伝わる人形。
意思を持っており、人と会話をすることもできるいわゆる「生き人形」。
かつて、八敷たちを巡る「シルシの事件」が起きた際に彼らに協力し、「シルシの呪い」から逃れるサポートをしていたかのように思われたが、その正体は怪異を生み出すことのできる「人形怪異」で、「シルシの事件」を引き起こした元凶だった。
DLCの追加シナリオ「メリイのお色直し」に登場。
葉月 薫（はづき かおる）
声 - 緑川優美
『NG』のヒロイン。
DLCの追加シナリオ「マッハ姫の噂」に登場。

## 設定・用語
近衛原学園
東京都H市にある名門校で、創立100周年を迎える。正式には「近衛原学園高等学校」という。
数週間前に、「シビト」による「死を宣告する手紙」が学園の掲示板に貼られ、次の日に生徒が失踪するという事件が起きており、そのことが発端となって「シビトの噂」が流れるようになった。
そして、事件はそれだけに留まらず、新たな「死の宣告」が届いていた。
「新校舎」と「旧校舎」があり、現在は旧校舎への渡り廊下がしめ縄で封鎖されているため、普段は旧校舎に行くことはできない。
渡り廊下の途中には、大量の御札が貼られた「社」がある。
シビト
学園にマギれ、「死の宣告」を行う存在。
八敷が「近衛原学園」で調査をしている「シビトの事件」を数週間前から繰り返し引き起こしている。
知的で神出鬼没であり、「標的」と「執行人となる怪異」を知らせる「シビトの予告状」を送りつけ、惨劇を起こす。
シビトとは怪異なのか、その正体は謎に包まれている。
怪異
死者の怨恨から生まれ出る存在で、生者に飽くなき憎悪を抱いている。
生者を殺すだけではなく、死の淵まで追い詰め、恐怖と絶望に染め上げることを目的とする。
怪異をこの世から消滅させるためには、怪異を生む原因となった想念を知ることが鍵となる。
怪異食い
その名の通り、「怪異を食べる怪異」。
詳細は不明。
元印人
数ヶ月前に起きた「シルシの事件」に巻き込まれ、印人となった経験を持つ者たち。
現在は「シルシの呪い」から解放され、元の日常生活に戻っているが、彼らの縁が切れたわけではなく、時々八敷の手助けなどで集まることもあり、頼もしい仲間となっている。

## ダウンロードコンテンツ
八敷一男 追加衣装「死印 青き終焉ver」
八敷の衣装を「死印 青き終焉」のものに変えることができる。
ただし、イベントCGには反映されない。
追加シナリオ 「マッハ姫の噂」
心霊ホラーシリーズ第2弾『NG』とのコラボストーリー。
『NG』の作中で「Dカードの怪異見聞録」の内の1つとして言及された怪異「マッハ姫」の噂を追う話になっている。
なお、『NG』のキャラクターも数人登場する。
追加シナリオ「メリイのお色直し」
本編クリア後に当たる追加ストーリー。
九条館を探索することができる。
この追加シナリオのみ、クラウドファンディングの支援者へのリターン品となっているため、通常の配信がされる予定はない。

## 主題歌
「偽聖(ギセイ)」
歌 - 紫咲 ほたる
作詞 - 安宅 元也 / 作曲・編曲 - 神保 直明

## 他媒体への展開

### 漫画
作画は恵那、発売元はマッグガーデン。月刊コミックガーデン2025年7月号から連載開始された。

## 関連作品
- 死印 - 心霊ホラーシリーズ第1弾。本作と物語が直結している。
- NG - 心霊ホラーシリーズ第2弾。本作と世界観を共有しており、一部の登場人物や用語も共通しているが、時間軸は本作よりも後となっている。